# Пост (охорона)

Попередження про заборонену зону на огорожі військового посту

Пост — усе доручене для охорони та оборони чатовому, а також місце або ділянка місцевості, на якій він виконує свої обов'язки.
Постом також загалом називається місце, з якого зручно спостерігати за чим-небудь (напр. метеорологічний пост), та особи, які перебувають у такому місці для охорони або спостереження.
Термін пост у такому значенні походить від лат. pono «кладу», «ставлю» → лат. positus ««поставлений»»; далі через італ. posto → фр. poste → укр. пост.

## Різновиди
- постійні (добові);
- тимчасові (частина доби).

Постійні пости є тризмінними. Тимчасові — двозмінні.

## Обладнання постів
- достатній огляд і зона обстрілу
- окопи для стрільби
- освітлення
- засоби зв'язку
- постовий гриб (постова будка)
- постовий одяг
- засоби пожежогасіння

Постовий грибок

Спостережна вишка посту

- зовнішня і внутрішня огорожа посту
- спостережна вишка